# 貝納代恩山

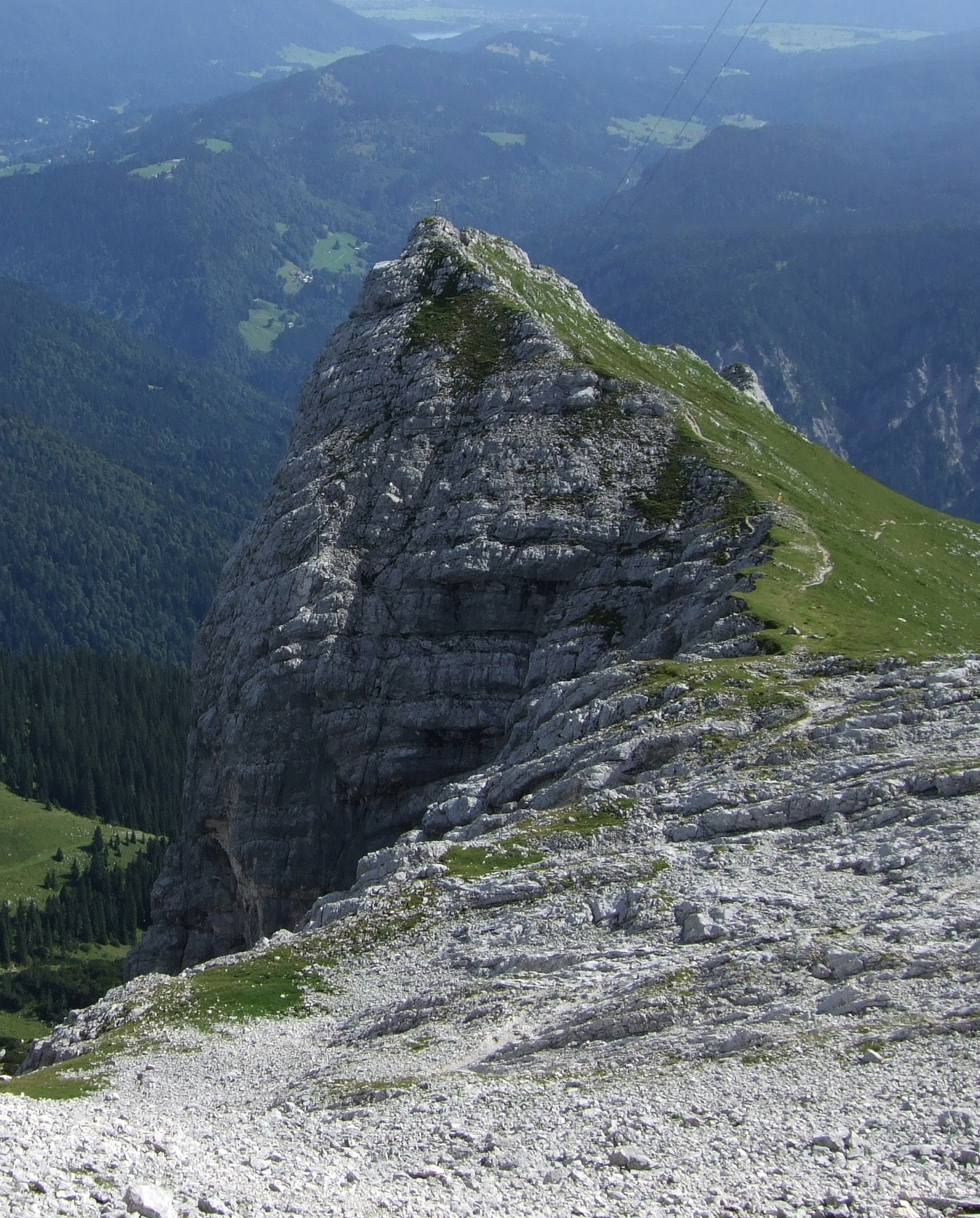

47°25′48″N 11°3′32″E / 47.43000°N 11.05889°E
貝納代恩山（德語：Bernadeinkopf），是德國的山峰，位於該國東南部，由巴伐利亞負責管轄，屬於韋特施泰因山脈的一部分，北坡較南坡陡峭，海拔高度2,143米。